# Enchenopa concolor
Enchenopa concolor är en insektsart som beskrevs av Leon Fairmaire. Enchenopa concolor ingår i släktet Enchenopa och familjen hornstritar. Utöver nominatformen finns också underarten E. c. nigroapicata.